# O Bicho Vai Pegar (álbum)
O Bicho Vai Pegar é o quarto álbum de estúdio da carreira solo do cantor Vinny. 
O disco foi gravado e lançado em 1999, e leva o selo Indie Records. A música "Cyber Love" fez parte da trilha sonora do seriado "Malhação", em 2000. Além desta música, "Requebra", "Te Encontrar de Novo" e "Seja Como For" foram bastante executadas nas rádios de todo o país.

## Faixas
1. "O Bicho Vai Pegar"
2. "Fazer Minha Cabeça"
3. "Subindo Essa Ladeira"
4. "Chego Lá"
5. "Eu Vou Pirar"
6. "Te Encontrar de Novo"
7. "Candeal"
8. "Segura A Tenda"
9. "Crazy"
10. "Pitbull's Family 2"
11. "Cyber Love"
12. "Seja Como For"
13. "Requebra"